# Nintendo 3DS

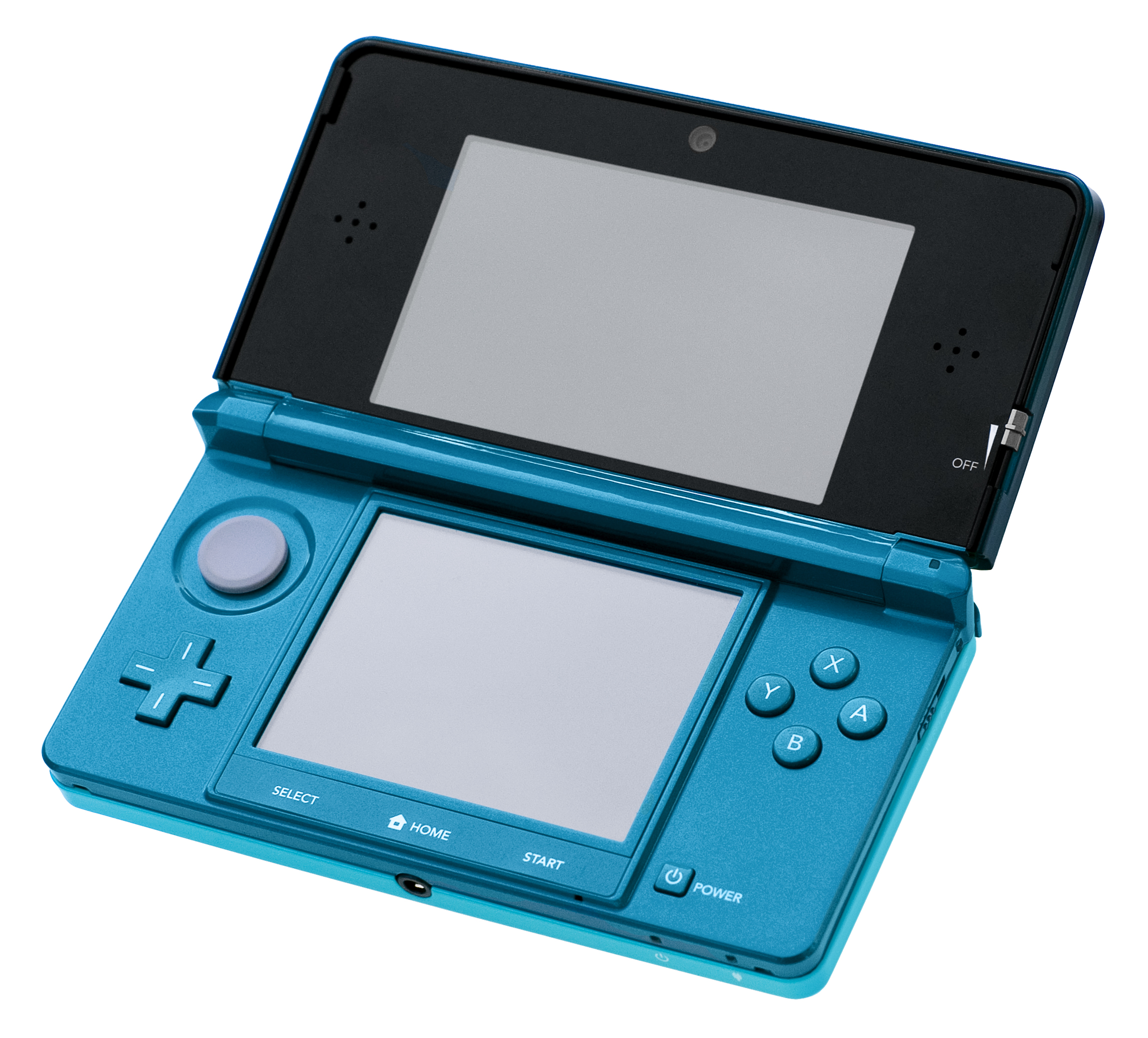
Un Nintendo 3DS albastru

Nintendo 3DS este prima consolă Nintendo care face parte din a opta generație de console de jocuri. Una din caracteristicile care îl diferențiază de Nintendo DS este ecranul său, care permite să vizualizarea de jocuri, imagini etc. în 3D fără utilizarea unor ochelari speciali. A fost lansata oficial la E3 2010, pe data de 15 iunie. Într-o conferință de presă la 29 septembrie 2010 s-a anunțat că 3DS va fi pus în vânzare în Japonia pe 26 februarie 2011, la un pret de 25.000 de yeni. În Europa a fost lansat pe 25 martie 2011, la prețul de 259 €, iar în America de la 27 martie, la un preț de 250 de dolari. De la 12 august, prețul consolei a fost redus cu aproximativ o treime, în timp ce prețul jocurilor rămâne între 40 și 50 €. Pentru a-i compensa cei care au cumpărat Nintendo 3DS la prețul integral inițial, Nintendo a creat un program special, numit Programul de Loialitate, care a oferit 20 de jocuri pentru NES și GBA pentru a fi descărcate gratuit. La 14 aprilie 2010, în timpul unei interviu, președintele Nintendo of America, Reggie Fils-Aime, a confirmat faptul că 3DS ar fi noua consolă portabilă de la Nintendo care va deschide a opta generație de console de jocuri video. În timpul unei conferințe din 22 iunie 2012, Nintendo a lansat Nintendo 3DS XL, o variantă mai mare a consolei.

## Controale
Nintendo 3DS dispune de: 4 butoane principale (A, B, X, Y), un stick (mult mai plat decât cele obișnuite) numit Circle Pad, un D-pad și Touchscreen (la ecranul de jos). Sub touchscreen apar butoanele START, HOME și SELECT.

## Variante

### Nintendo 3DS XL
În iulie 2012, s-a lansat modelul Nintendo 3DS XL, o variantă de dimensiuni mai mari a consolei.

### Nintendo 2DS
În octombrie 2013, s-a lansat Nintendo 2DS - o variantă fără funcțiile 3D, dar care costa mai puțin. Aceasta se producea regulat în culorile negru, alb și roz.

### New Nintendo 3DS
În februarie 2015, a apărut varianta New Nintendo 3DS, care are mai multe butoane, NFC și funcția 3D îmbunătățită. De asemenea, plăcile de pe spate pot fi schimbate, astfel încât utilizatorii să aibă un alt design. Modelele de pe plăci sunt inspirate în principal de jocuri disponibile pe consolă.

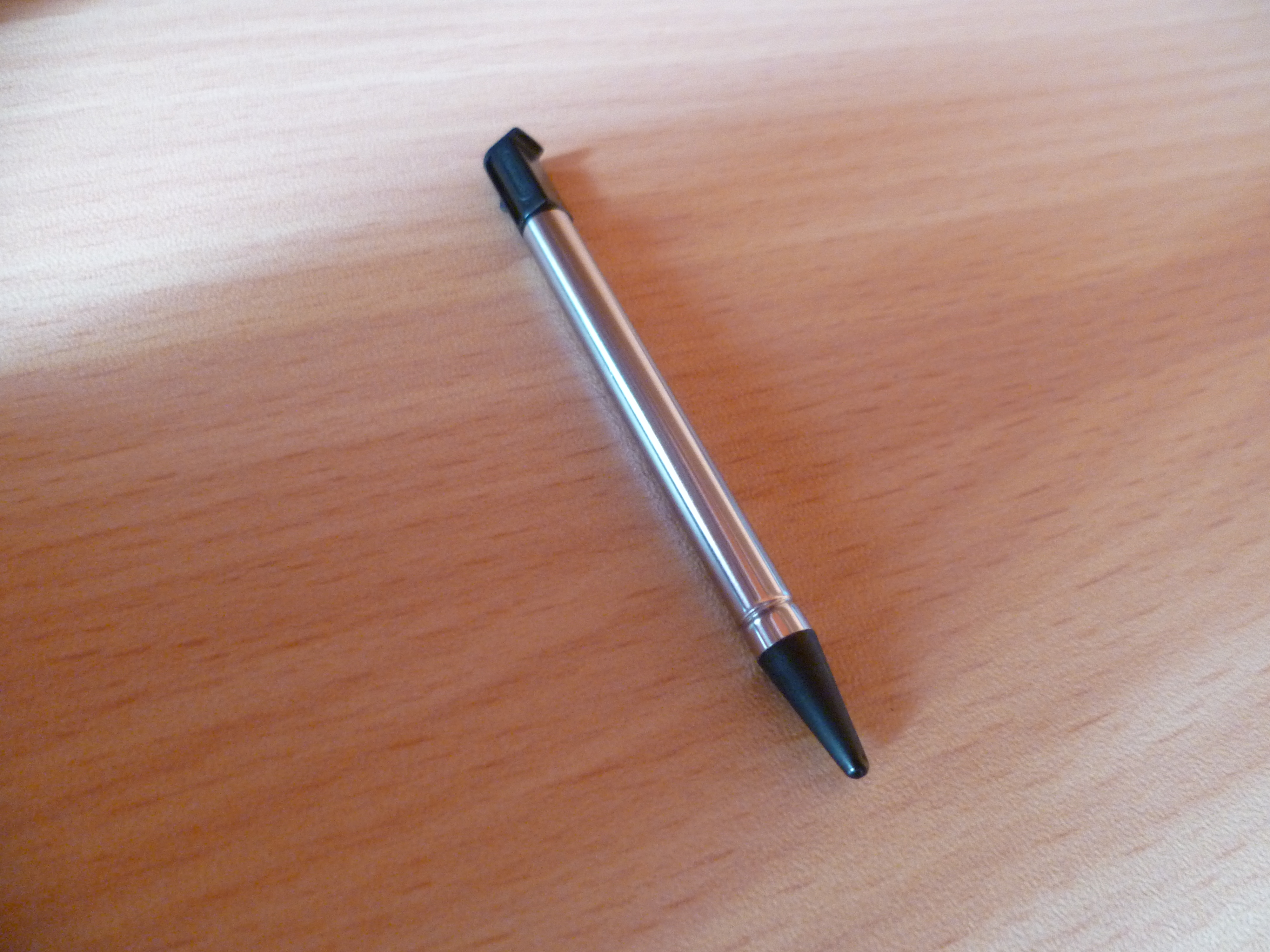
Creionul Stylus pentru Nintendo 3DS

## Stylus
Consolele vin fiecare împreună cu un creion numit Stylus, care poate fi folosit pentru a interacționa cu ecranul tactil.